# Bistum Khunti

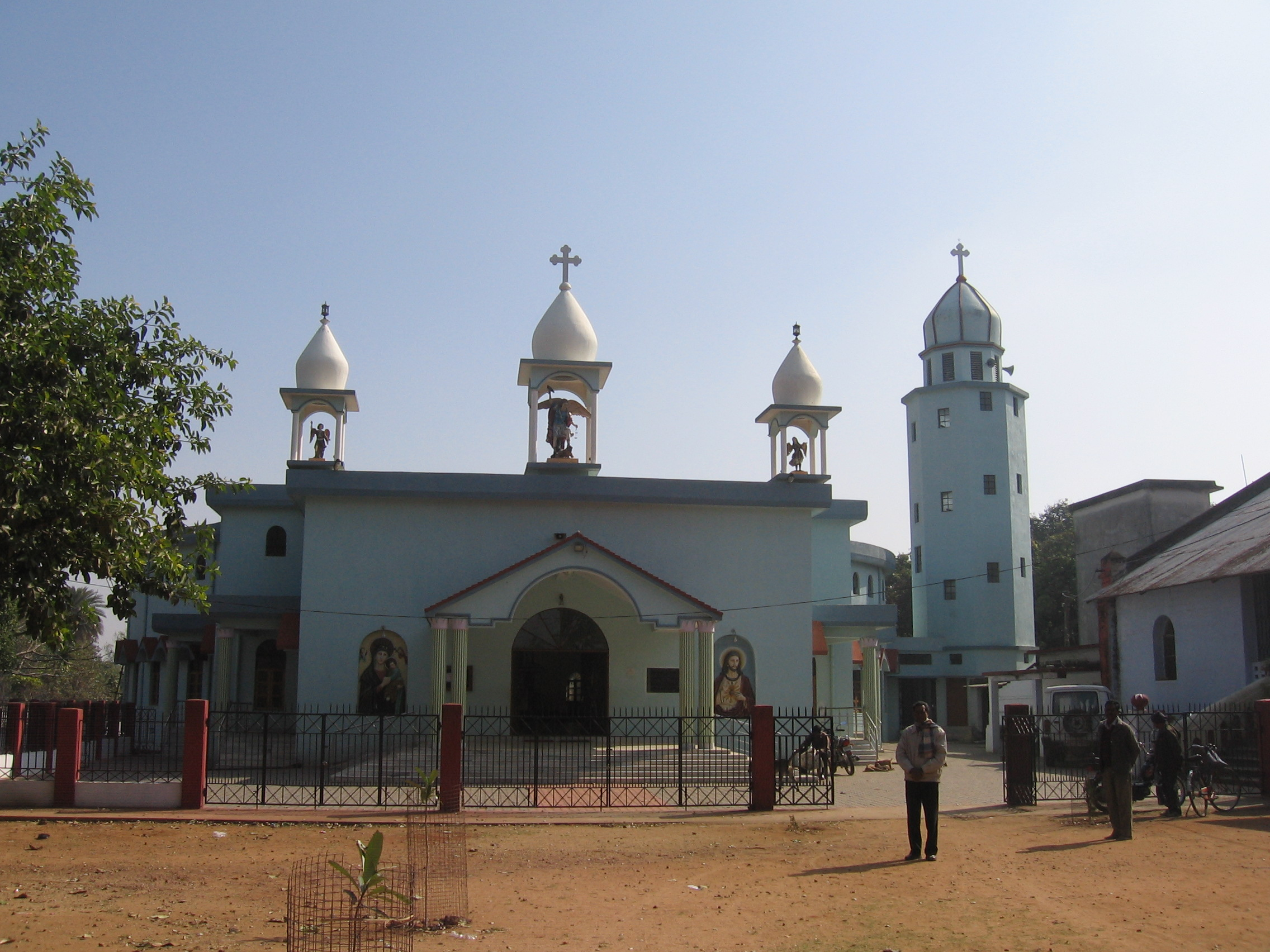
Michaels-Kathedrale Khunti

Das Bistum Khunti (lat.: Dioecesis Khuntiensis) ist eine in Indien gelegene römisch-katholische Diözese mit Sitz in Khunti.

## Geschichte
Das Bistum Khunti wurde am 1. April 1995 durch Papst Johannes Paul II. mit der Apostolischen Konstitution Magnopere licuit aus Gebietsabtretungen des Erzbistums Ranchi errichtet und diesem als Suffraganbistum unterstellt.

## Bischöfe von Khunti
- Stephen Tiru, 1995–2012
- Binay Kandulna, seit 2012

## Territorium
Das Bistum Khunti umfasst den Distrikt Khunti und Tehsil Bandgaon im Distrikt Pashchimi Singhbhum im Bundesstaat Jharkhand.